# Scyracepon oceanicum
Scyracepon oceanicum är en kräftdjursart som beskrevs av Sueo M. Shiino 1942. Scyracepon oceanicum ingår i släktet Scyracepon och familjen Bopyridae. Inga underarter finns listade i Catalogue of Life.